# مارتن غافني
مارتن غافني (بالإنجليزية: Martin Gaffney)‏ هو ضابط أمريكي، ولد في 17 يناير 1949 في ماساتشوستس في الولايات المتحدة، وتوفي في 1 نوفمبر 1991 في بوسطن في الولايات المتحدة.